# Język morawski

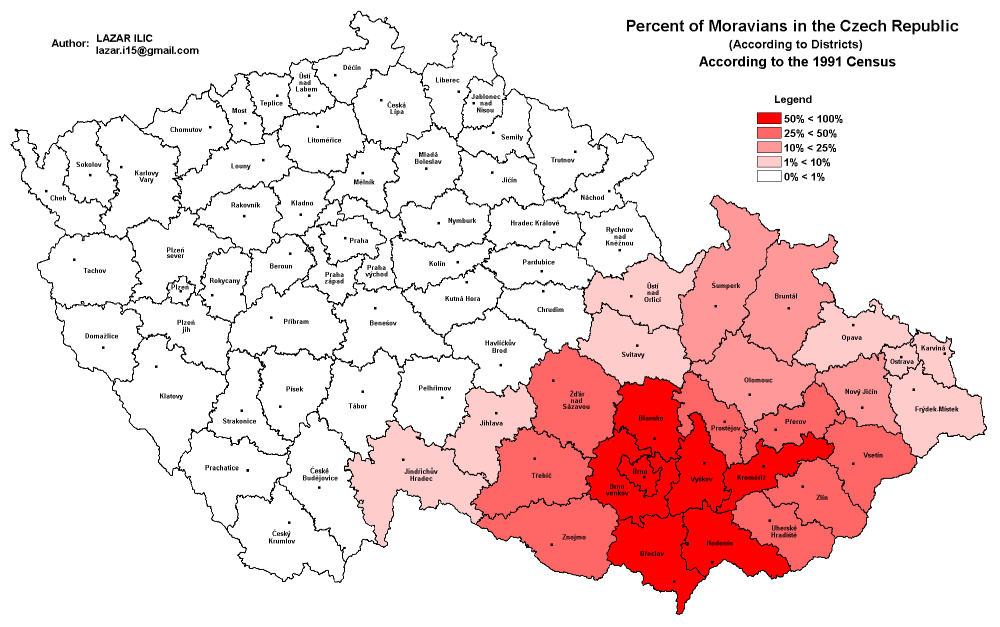
Mapa etniczna Republiki Czeskiej, która pokazuje odsetek Morawian według powiatów.

Język morawski (cz. moravština) – odmiana języka czeskiego używana na Morawach, niekiedy uznawana za samodzielny język.
Argumentem przeciw uznaniu osobnego języka morawskiego może być okoliczność, że na Morawach w użyciu funkcjonuje wiele zróżnicowanych gwar, znacznie bardziej od siebie odległych niż mowa z terytorium krainy czeskiej. Coraz częściej podejmowane są jednak próby kodyfikacji narzeczy morawskich i stworzenia z nich pewnego standardu. Działaniami tymi zajmuje się między innymi Instytut Języka Morawskiego (Ústav jazyka moravského), powołany do życia w 2006.
| Etnolekt morawski | Język czeski         | Język polski        |
| ----------------- | -------------------- | ------------------- |
| baba              | dívka, holka, žena   | dziewczyna, kobieta |
| gramlavý          | nešikovný            | niezręczny          |
| (ten) Olomouc     | (ta) Olomouc         | (ten) Ołomuniec     |
| puntek            | poklopec             | rozporek            |
| sifon             | sodovka, sodová voda | woda gazowana       |
| sodovka           | limonáda             | lemoniada           |
| špice             | drát                 | szprycha rowerowa   |
| šufánek, žufánek  | naběračka            | chochla             |
| šušňa             | holub                | koza z nosa         |
| tož               | tak                  | tak, w ten sposób   |
| vršek             | víčko                | wieczko             |

Za literackie uważane są niektóre wyrazy morawskie (podobnie jak w języku niemieckim wyrazy austriackie), które są na Morawach stosowane powszechnie zarówno w rozmowach, jak i w formie piśmiennej. Inne uważane są za regionalne wyrazy potoczne. W innych przypadkach różni się rodzaj rzeczowników morawskich i ogólnoczeskich.
| Wariant morawski | Wariant czeski | Język polski           |
| ---------------- | -------------- | ---------------------- |
| zavazet          | překážet       | przeszkadzać, zawadzać |
| dědina           | ves, vesnice   | wioska                 |
| rožnout          | rozsvítit      | zapalić światło        |
| haluz(a)         | větev          | gałąź                  |
| gatě             | kalhoty        | spodnie, gacie         |
| stolař           | truhlář        | stolarz                |
| kačena           | kachna         | kaczka                 |
| slunko           | slunce         | słońce                 |
| sklinka          | sklenice       | szklanka               |
| shoda [zhoda]    | shoda [schoda] | zgoda                  |
| hadra f.         | hadr m.        | szmata, hadra          |
| okurek m.        | okurka f.      | ogórek                 |